# زیردریایی کلاس گلف
زیردریایی کلاس گلف (به انگلیسی: Golf-class submarine) یک کلاس از زیردریایی است که طول آن 98.4 m (629) می‌باشد.